# Jason Everman
Jason Everman (Ouzinkie, Alaska; 16 de octubre de 1967) es un exmilitar y músico estadounidense que tocó con Soundgarden y Nirvana.
Everman se unió a Nirvana en febrero de 1989 como segundo guitarrista. Está incluido en los créditos de Bleach como segundo guitarrista, pero no tocó en ninguno de los temas. El líder de Nirvana Kurt Cobain dijo que esto fue para compensar a Everman por pagar 606,17 dólares para la grabación del álbum, suma que no fue devuelta.
Everman se unió a Soundgarden el año posterior como el sucesor de Hiro Yamamoto. En abril del mismo año, tocó en el cover de la banda de "Come Together" de The Beatles, que apareció en un EP llamado Loudest Love. Everman apareció en el video de Soundgarden "Louder Than Live" y el mismo año dejó la banda.
Los proyectos subsecuentes de Everman incluyeron un corto periodo como guitarrista en Mind Funk. En septiembre de 1994, dejó la banda para unirse al ejército estadounidense. También tuvo una corta carrera en solitario.
Una sesión de Nirvana donde se grabaron dos canciones con Everman en guitarra está disponible en dos lanzamientos. Un cover de Kiss llamado "Do You Love Me?" fue lanzado en un álbum tributo y "Dive" fue lanzado en 2004 en With the Lights Out. Ambas canciones se grabaron en un estudio de la universidad estatal Evergreen en junio de 1989.

## Después de la música
Posteriormente, Everman decidió enlistarse en el ejército estadounidense en septiembre de 1994, donde formó parte de las guerras en Irak y Afganistán, por lo que fue condecorado como tal. Dejó el ejército en 2006 para estudiar filosofía en la Universidad de Columbia, donde obtuvo el grado el 20 de mayo de 2013.